# Sierra de Altomira
Sierra de Altomira este o arie protejată (arie specială de conservare — SAC, sit de importanță comunitară — SCI, arie de protecție specială avifaunistică — SPA) din Spania întinsă pe o suprafață de 29.910,8 ha, integral pe uscat.

## Localizare
Centrul sitului Sierra de Altomira este situat la coordonatele 40°14′20″N 2°51′11″W / 40.239°N 2.853°V.

## Înființare
Situl Sierra de Altomira a fost declarat sit de importanță comunitară în decembrie 1997 pentru a proteja 114 specii de animale. Alte tipuri de protecție:
- arie de protecție specială avifaunistică (în iulie 2005)[2]
- arie specială de conservare (în februarie 2017)[1][3][4]

## Biodiversitate
Situată în ecoregiunea mediteraneană, aria protejată conține 20 de habitate naturale: Lacuri eutrofice naturale cu vegetație de tip Magnopotamion sau Hydrocharition, Galerii de Salix alba și de Populus alba, Tufărișuri halo-nitrofile (Pegano-Salsoletea), Formațiuni stabile xerotermofile de Buxus sempervirens pe pante stâncoase (Berberidion p.p.), Ape puternic oligomezotrofe cu vegetație bentonică cu Chara spp., Stepe sărăturate mediteraneene (Limonietalia), Pseudostepă cu ierburi și specii anuale de Thero-Brachypodietea, Păduri iberice de Quercus faginea și Quercus canariensis, Dehesas cu Quercus spp. perene, Liziere de ierburi înalte hidrofile de câmpie și de nivel montan până la alpin, Păduri de pin mediteraneene cu pini mezogeni endemici, Lande oro-mediteraneene cu formațiuni endemice de grozamă, Pante stâncoase calcaroase cu vegetație casmofită, Pajiști carstice calcaroase sau bazofile, de Alysso-Sedion albi, Pășuni mediteraneene udate de apa mării (Juncetalia maritimi), Pajiști umede mediteraneene cu ierburi înalte de Molinio-Holoschoenion, Vegetație gipsofilă iberică (Gypsophiletalia), Tufărișuri termo-mediteraneene și de pre-deșert, Matorral arborescenți cu Juniperus spp., Păduri de Quercus ilex și Quercus rotundifolia.
La baza desemnării sitului se află mai multe specii protejate:
- păsări (98): uliu porumbar (Accipiter gentilis), lăcar mare (Acrocephalus arundinaceus), privighetoare-de-baltă (Acrocephalus melanopogon), fluierar de munte (Actitis hypoleucos), pescăruș albastru (Alcedo atthis), rață sulițar (Anas acuta), rață lingurar (Anas clypeata), rață pitică (Anas crecca), rață fluierătoare (Anas penelope), rață mare (Anas platyrhynchos), rață pestriță (Anas strepera), fâsă-de-câmp (Anthus campestris), Aquila adalberti, acvilă de munte (Aquila chrysaetos), stârc cenușiu (Ardea cinerea), stârc roșu (Ardea purpurea), rață-cu-cap-castaniu (Aythya ferina), rața moțată (Aythya fuligula), rață roșie (Aythya nyroca), buha (Bubo bubo), șorecarul comun (Buteo buteo), caprimulg (Caprimulgus europaeus), Caprimulgus ruficollis, sticlete (Carduelis carduelis), Certhia brachydactyla,  prundaș gulerat mic (Charadrius dubius), Chersophilus duponti, chirighiță-cu-obraz-alb (Chlidonias hybridus), florinte (Chloris chloris), barză albă (Ciconia ciconia), barză neagră (Ciconia nigra), mierla de apă (Cinclus cinclus), șerpar (Circaetus gallicus), erete de stuf (Circus aeruginosus), erete vânăt (Circus cyaneus), porumbel (Columba livia), porumbel de scorbură (Columba oenas), dumbrăveancă (Coracias garrulus), egretă albă (Egretta alba), egretă mică (Egretta garzetta), presură de grădină (Emberiza hortulana), Falco naumanni, șoim călător (Falco peregrinus), șoimul rândunelelor (Falco subbuteo), vânturel roșu (Falco tinnunculus), cinteză (Fringilla coelebs), lișiță (Fulica atra), Galerida theklae, becațină comună (Gallinago gallinago), găinușă de baltă (Gallinula chloropus), pescăriță râzătoare (Gelochelidon nilotica), cocor (Grus grus), vulturul pleșuv sur (Gyps fulvus), Hieraaetus fasciatus, acvilă pitică (Hieraaetus pennatus), piciorong (Himantopus himantopus), stârc pitic (Ixobrychus minutus), capîntortură (Jynx torquilla), Larus michahellis, pescăruș râzător (Larus ridibundus), grelușel-de-zăvoi (Locustella luscinioides), forfecuță gălbuie (Loxia curvirostra), ciocârlie de pădure (Lullula arborea), prigoare (Merops apiaster), gaia neagră (Milvus migrans), gaia roșie (Milvus milvus), codobatura galbenă (Motacilla flava), muscar sur (Muscicapa striata), vultur egiptean (Neophron percnopterus), rață cu ciuf (Netta rufina), stârc de noapte (Nycticorax nycticorax), pietrar mediteranean (Oenanthe hispanica), Oenanthe leucura, pietrar sur (Oenanthe oenanthe), ciuf-pitic (Otus scops), vultur pescar (Pandion haliaetus), pițigoi de brădet (Parus ater), cormoran mare (Phalacrocorax carbo), corcodel mare (Podiceps cristatus), corcodel-cu-gât-negru (Podiceps nigricollis), Porphyrio porphyrio, Pterocles orientalis, Pyrrhocorax pyrrhocorax, cristei de baltă (Rallus aquaticus), ciocântors (Recurvirostra avosetta), pițigoi-pungar (Remiz pendulinus), cănăraș (Serinus serinus), turturică (Streptopelia turtur), silvie roșcată (Sylvia cantillans), Sylvia conspicillata, silvie de tufiș (Sylvia undata), corcodel mic (Tachybaptus ruficollis), fluturașul de stâncă (Tichodroma muraria), fluierarul de zăvoi (Tringa ochropus), fluierarul cu picioare roșii (Tringa totanus), pănțărușul (Troglodytes troglodytes), pupăză (Upupa epops), nagâț (Vanellus vanellus)
- amfibieni (1): Discoglossus galganoi
- mamifere (7): vidră de râu (Lutra lutra), Microtus cabrerae, Microtus duodecincostatus, liliac comun (Myotis myotis), liliacul mediteranean cu potcoavă (Rhinolophus euryale), liliacul mare cu potcoavă (Rhinolophus ferrumequinum), liliacul mic cu potcoavă (Rhinolophus hipposideros)
- nevertebrate (1): Coenagrion mercuriale
- pești (6): Achondrostoma arcasii, Cobitis paludica, Luciobarbus comizo, Pseudochondrostoma polylepis, Rutilus alburnoides, lin (Tinca tinca)
- reptile (1): Mauremys leprosa

Pe lângă speciile protejate, pe teritoriul sitului au mai fost identificate 18 specii de plante, 46 de specii de păsări, 6 specii de amfibieni, 20 de specii de mamifere, 6 specii de nevertebrate, 3 specii de pești, 14 specii de reptile.